# Lică Nunweiller
Pour les articles homonymes, voir Nunweiller.
Lică Nunweiller, né le 12 décembre 1938 à Piatra Neamț en Roumanie et décédé le 8 novembre 2013 à Bucarest en Roumanie, était un footballeur international roumain, qui évoluait au poste de milieu de terrain. Il compte cinq sélections en équipe nationale entre 1961 et 1968. 
Ses six frères sont aussi des footballeurs, Costică, Dumitru, Ion, Victor, Radu et Eduard.

## Biographie

### Carrière de joueur
Avec le Dinamo Bucarest, il remporte quatre championnats de Roumanie et deux coupes de Roumanie.
Il dispute un total de 206 matchs en première division roumaine, pour 5 buts inscrits, ainsi que 1 match en première division turque.
Il joue également 11 matchs en Coupe d'Europe des clubs champions.

### Carrière internationale
Lică Nunweiller est convoqué pour la première fois par le sélectionneur national Gheorghe Popescu I pour un match amical contre la Turquie le 8 octobre 1961 (victoire 4-0). Il reçoit sa dernière sélection le 1er mai 1968 contre l'Autriche (1-1).
Il compte cinq sélections avec l'équipe de Roumanie entre 1961 et 1968.

## Palmarès
- Avec le Dinamo Bucarest :
  - Champion de Roumanie en 1962, 1963, 1964 et 1965
  - Vainqueur de la Coupe de Roumanie en 1959 et 1964